# Kozi Rynek (Nowe Polaszki)
Kozi Rynek – część wsi Nowe Polaszki w Polsce położona w województwie pomorskim, w powiecie kościerskim, w gminie Stara Kiszewa.
W latach 1975–1998 Kozi Rynek położony był w województwie gdańskim.